# NaGriamel
«NaGriamel» — националистическое общественно-политическое движение Новых Гебрид, позднее Вануату.

## История
В XIX веке Новые Гебриды были спорной территорией между Великобританией и Францией. В марте 1906 года было подписано соглашение, по которому Новые Гебриды стали совместным владением Франции и Британии, то есть становились англо-французским кондоминиумом..
Захваты земель коренных островитян привели к формированию движения «NaGriamel» под руководством Джимми Стивенса, который имел шотландские и тонганские корни («NaGriamel» — составное слово от местных названий растений, на которых было наложено табу, — «namele» и «nagria»). Это движение выступало за закрепление права землевладения за коренными жителями, возрождение традиционных ценностей.
После освобождения из тюрьмы в 1964 году активным участником движения стал вождь Булук. Регулярные неформальные встречи проводились в небольшое баре города Люганвиль, хозяином которого был Роберт Кронстед (англ. Robert Cronsteadt). В 1965 году на одной из таких встреч был принят «Закон о тёмной чаще» (англ. Act of Dark Bush), в котором постановлялось о запрете на расширение землевладения в островных лесах местными европейцами. Этот закон поддержали коренные жители Эспириту-Санто, большинство из которых стали участниками движения.
Согласно «NaGriamel» основать поселение на спорной территории было самым практичным и эффективным способом вернуть коренным жителям захваченные земли. Вскоре, примерно в 30 км к северу от Люганвиля, была основана деревня, названная Танафо, что переводится как «корзинка фруктов». В 1967 году Стивенс и Булук поселили членов движения «NaGriamel» рядом с этим поселением. Однако колониальная администрация расценила эти действия как посягательство на собственность, поэтому два лидера движения были посажены в тюрьму сроком на шесть месяцев. Тем не менее движение крепло, появлялись его сторонники не только на острове Эспириту-Санто, но и на других островах архипелага. Уже к 1970 году поселения сторонников «NaGriamel» появились на островах Малекула, Амбрим, Оба, Паама, Маэво и Мало.
Несмотря на первоначальные успехи, в самом движении существовали многочисленные противоречия. Программа Стивенса по сути представляла собой серию обещаний, которые их лидер был не в состоянии выполнить (прежде всего, вернуть островитянам земли, захваченные европейцами). К тому же, у «NaGriamel» отсутствовали денежные средства для выплаты заработной платы членам движения, которые трудились в общественных садах, не было финансов для строительства школ, больниц. Поэтому не удивительно, что постепенно авторитет Стивенса упал, как и мощь самого движения.
В ноябре 1979 года прошли первые выборы на основе всеобщего избирательного права. На них партия Вануаку получила в нём большинство, и её лидер, Уолтер Лини, стал главным министром Совета министров Новых Гебрид.
Последующие шесть месяцев после выборов были отмечены многочисленными беспорядками и протестами в городе Люганвиль, в которых принимали участие сторонники политических сил, оппозиционных Партии Вануаку. 28 мая 1980 года протестанты захватили бывшее здание британского окружного агентства в Люганвиле и провозгласили на острове Эспириту-Санто и некоторых других северных островах архипелага государство Вемерана, которое возглавил лидер «NaGriamel» Джимми Стивенс.
Тогда премьер-министр Вануату Уолтер Лини обратился к правительству Папуа-Новая Гвинея с просьбой о направлении войск для подавления восстания.
Восстание было быстро подавлено войсками Папуа-Новой Гвинеи, а Джимми Стивенс был арестован и предстал перед судом. На судебном процессе Стивенса выяснилось, что Стивенс и «NaGriamel» получили 250 000 долларов США от американского фонда «Феникс». Стивенс был осужден и приговорен к 14 годам тюремного заключения.
После поражения восстания, политическое движение «NaGriamel» продолжило свою деятельность. «NaGriamel» в основном популярно в северной части архипелага. Партия представлена в парламенте двумя депутатами — министром сельского хозяйства Хаво Моли и депутатом Иоаном Симоном Омава.